# Informationsinfrastruktur
Informationsinfrastruktur är digitala informationskällor som gemensamt tillgängliga databaser, gemensamma standarder, terminologi och sökfunktioner för information, metadata över information, regelverk med mera samt grundläggande digitala tjänster.